# ゾンバ (小惑星)
ゾンバ (1468 Zomba) は軌道が火星軌道と交叉する火星横断小惑星である。シリル・ジャクソンがヨハネスブルグのユニオン天文台で発見した。
マラウイの南部の都市、ゾンバに因んで名付けられた。